# ハノイ＝ハイフォン高速道路

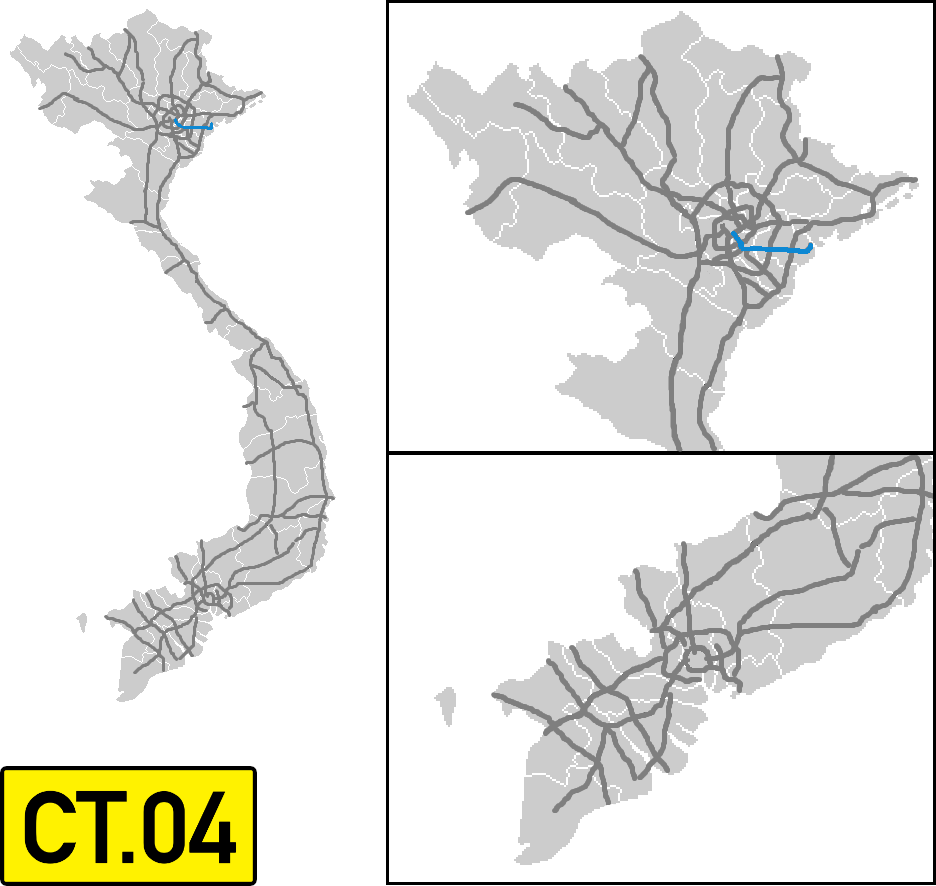
高速道路地図
青: 供用中
赤: 建設中／計画中

ハノイ＝ハイフォン高速道路（ベトナム語：Đường cao tốc Hà Nội - Hải Phòng、英語：Hanoi–Haiphong Expressway）はベトナムの高速道路。標識としては「CT.04」と表記されている。総延長105.5kmで、ハノイとハイフォンを結んでいる。
この高速道路は国道5号線やベトナム鉄道ハノイ・ハイフォン線と並行して走っている。中国の昆明からハノイ、ハイフォンを結ぶ南北経済回廊の一部であり、主要輸送路となっている。
この計6車線の高速道路は、BOT方式（民活事業）の一環として建設された。建設工事は2009年2月から開始され、2015年12月に竣工した。速度制限は120km/hである。
この高速道路の西端は、ハノイのタンチー橋（Cầu Thanh Trì、Thanh Trì Bridge）で、東端はハイフォンのディンブー港（Dinh Vu Dike）である。